# Frieda Mierse
Frieda Mierse, née Frieda Louise Mierse le 11 juillet 1911 à New York et morte en 1983, est une showgirl, danseuse de revue américaine, Ziegfeld Girl.

## Biographie
Ses parents sont tous deux des immigrés venues d'Allemagne. À l'âge de seize ans, elle est nommée Miss New York (en) et participe au concours Miss America 1927 (en). Elle fait ses débuts à Broadway dans la comédie musicale Whoopee en décembre 1928 avec Eddie Cantor ,. Frieda apparait dans Simple Simon en février 1930,, et dans une reprise en mars 1931. Elle rejoint The Follies Girl of 1931 et apparait dans The Laugh Parade produit par Ed Wynn en novembre 1931,.

## Iconographie
Frieda Mierse a été photographiée par Alfred Cheney Johnston qui a travaillé pour Florenz Ziegfeld pendant plus de 15 ans, prenant principalement des photographies publicitaires et promotionnelles des interprètes des Ziegfeld Follies. Les photos de nues, découvertes après la mort de Johnston, n'ont pas été publiés dans les années 1920.

## Vie privée
En 1929, elle épouse William Droege, un pharmacien, mais ils divorcent un an plus tard. Frieda a une histoire d'amour avec le dramaturge Bernard Sobel. Ensuite, elle a une liaison avec le comédien Ed Wynn qui est marié et a vingt-cinq ans de plus qu'elle. La femme d'Ed demande le divorce en 1936, prononcé le 13 mai à Reno. Le 15 juin 1937, ils se marient dans la chapelle du bâtiment municipal à New York,,. Ils divorcent deux ans plus tard, le 12 décembre 1939,. 